# Производ
За чланак о појму из математике, погледајте множење.
Производ се у економској литератури најчешће дефинише као резултат људског рада из области материјалног или духовног стваралаштва који није намењен тржишту, продаји (већ се користи искључиво за потребе самог произвођача), за разлику од робе која је такође производ људског рада, намењена размени на тржишту - продаји.